# Gerona (Uruguay)
Gerona ist eine Ortschaft in Uruguay.

## Geographie
Sie befindet sich auf dem Gebiet des Departamento Maldonado in dessen Sektor 3. Sie liegt westlich von Pan de Azúcar bzw. südlich von Nueva Carrara.

## Einwohner
Gerona hatte 2011 679 Einwohner, davon 334 männliche und 345 weibliche.
| Jahr | Einwohner |
| ---- | --------- |
| 1963 | -         |
| 1975 | 329       |
| 1985 | 408       |
| 1996 | 459       |
| 2004 | 506       |
| 2011 | 679       |

Quelle: Instituto Nacional de Estadística de Uruguay